# 圣尼基大堂 (雅罗斯拉夫尔)
57°37′26″N 39°52′08″E / 57.623781°N 39.868998°E

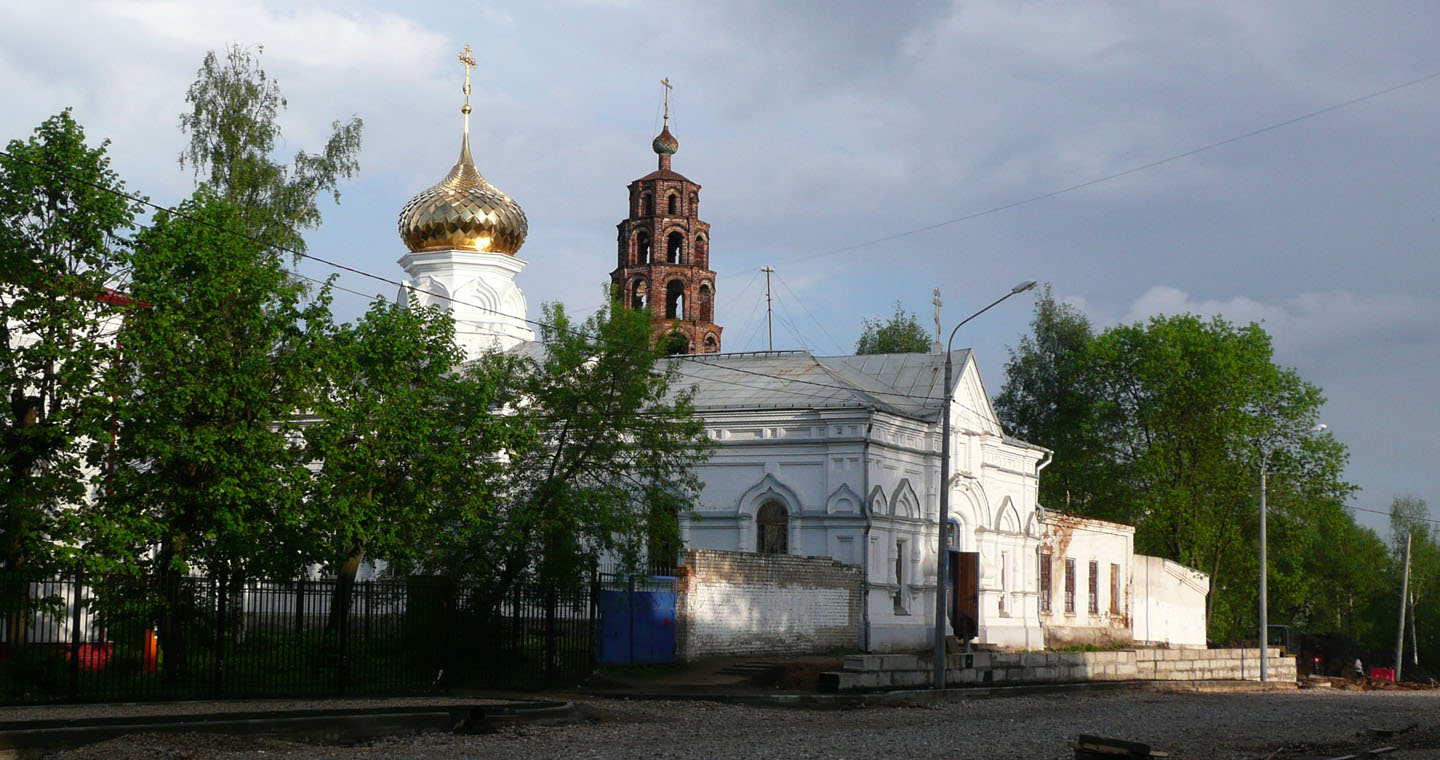

圣尼基大堂（церковь Никиты Столпника；Church of St. Nicetas）是一座俄罗斯正教会教堂，供奉圣尼基大，位于俄罗斯雅罗斯拉夫尔胜利街。 

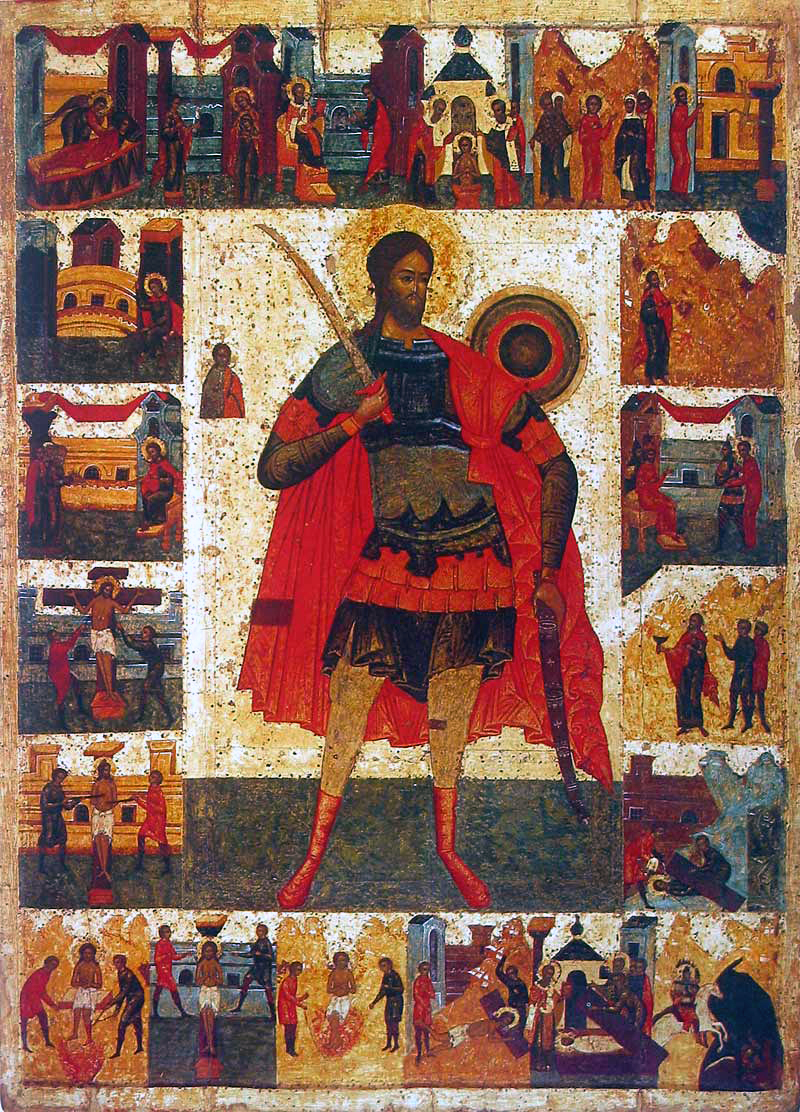
圣尼基大像

在1511年时，木制的圣尼基大堂已经存在。 1647年重建为石头教堂，但在其大部分历史中，仍是该市最贫穷的教堂之一。它的主要财富是巨大的16世纪圣尼基大像，目前在当地的美术馆展出。十月革命后，该堂被关闭并拆除。一些壁画被取下来，以销往国外。 其突出的钟楼建于彼得大帝统治时期，保存至今。。由于其相当的高度，苏联将其列为顶级重要的军事目标。
圣尼基大堂区还有一个小教堂，用于冬季礼拜。它供奉耶稣进圣殿。到20世纪初，该建筑对于大批工厂工人而言实在太小，进行了扩建，为俄罗斯复兴风格。这座没有穹顶的建筑在苏联时期幸存了下来，1997年进行修复。